# 南部師行
南部師行（日语：／ Nanbu Miroyuki，？—1338年6月10日）是日本鎌倉時代後期至南北朝時代武將，根城南部氏當主。

## 生涯
師行原本的領地位於甲斐國，後來繼承南部氏庶流波木井南部氏。元弘3年或正慶2年（1333年），新田義貞進攻鎌倉時，師行、兄長時長和弟弟政長一同協助義貞，並且立下軍功。後醍醐天皇主導的建武新政開始後，南部氏一族獲任命為武者所等要職。同年10月，師行遵從陸奧守北畠顯家之命與後醍醐天皇之子義良親王（後來的後村上天皇）前往陸奧國多賀城（現宮城縣多賀城市），其弟政長、結城宗廣、結城親朝父子、伊達行朝、長井貞宗和伊賀貞光均有隨行，成為北畠氏主導的陸奧將軍府成員之一。師行獲任命為盛產駿馬的糠部郡郡代，執掌郡政，同時代表將養育和調動馬匹的職責交給師行。因此，推測師行長期從事畜牧事業。
師行在八戶初期居住於舊領主工藤三郎兵衛的居所。其後，師行建造根城，並且移師至此，最初的工作是派代官前往二階堂行珍的領地久慈郡，後來就忙於土地分配和處罰犯事者等事務。
師行入主糠部不久，便捐贈兩反（約兩平方公里）大小的土地給根城附近的毘沙門堂。這是因為當時鎌倉幕府已經滅亡，但是奧羽當時仍然處於以前效力北條氏的御家人割據狀態，仍然是一眾殘黨的巢穴，七宮涬三認為在四面皆敵，要處理的事情堆積如山的情況下，師行此舉是祈求武運亨通。
建武元年（1334年），北條殘黨名越時如和安達高景聯同安東一族在大光寺城和持寄城對抗北畠氏，師行在顯家的指揮下，與黑石的奉行工藤貞行、多田貞綱等人前往鎮壓。同年6月，師行在糠部與貞綱商討對策，顯家對於無休止地與北條殘黨交戰已經感到厭倦，因此顯家讓師行等人暗中聯繫敵軍人物，成功策反外外濱明師和安東祐季等人，逐漸取得優勢，並且在11月攻佔持寄城，師行成功讓北條殘黨崩盤，為鞏固北畠氏在陸奧的統治作出貢獻，是為大光寺合戰。
翌年3月，師行獲賞賜外濱內摩部鄉各村落（現青森縣津輕半島東部的陸奧灣沿岸）作為領地，弟弟政長也獲賜土地，是為前年進攻持寄城的獎勵。
建武2年（1335年），足利尊氏背叛後醍醐天皇，顯家為了討伐尊氏而與義良親王一同離開陸奧。尊氏為了牽制和佔領奧羽，派遣斯波家長和相馬重胤等對顯家反感的武將前往當地，而師行則留守陸奧，將根城交托給政長，自己則前往國府多賀城與家長等人交戰。
延元元年或建武3年（1336年）3月，顯家和義良親王再次出兵，師行則與顯家同行，並且將奧羽交給政長和其子南部信政管理。按《三翁昔話記載，師行臨行之時，在留給政長和信政的遺言中寫道：「這次上洛難關重重，恐怕我也會戰死，但是戰死絕非慘事，希望你們能夠為我的忠義感到高興。」希望能夠鼓勵政長父子，並且將自己的意志傳達給他們，又道：「我們南部一族在奧州的領地全賴顯家和天皇的恩賜，就算天皇管治有瑕疵，亦需要盡忠。」
延元2年或建武4年（1337年），多賀城遭到北朝軍攻佔，師行便將據點轉移至南朝勢力下伊達郡靈山（現福島縣伊達市）。同年8月，師行跟從顯家和義良親王向京都進發，途中攻佔了鎌倉。
延元3年或建武5年（1338年）1月，南朝軍在美濃國青野原（現岐阜縣大垣市）爆發的青野原之戰中擊敗北朝軍，但是在同年5月22日在和泉國石津（現大阪府堺市）爆發的石津之戰中敗於北朝軍的高師直，師行和顯家雙雙戰死。師行死後，根城南部氏的家督之位由弟弟政長繼承。
明治29年（1896年），乃念師行對南朝盡忠，追贈其為正五位，並且在翌年讓原本為士族遠野南部氏（根城南部氏後裔）當主南部行義成為華族中的男爵。

## 系譜
```
1
　　　　
2
　　
3
　　　
5

南部光行
（
日语
：
）
┬
南部實光
（
日语
：
）
―南部時實┬
南部宗經
（
日语
：
）

　　　　│　　　　  │
4

　　　　│　　　 　 ├
南部政光
（
日语
：
）
┌
南部時長
（
日语
：
）

　　　　│　　　　  │　　│
4
　　　　　
7
　　
9

　　　　│　　　 　 ├
南部政行
（
日语
：
）
┼
南部師行
　　 ┌
南部信光
（
日语
：
）
┬南部長經
　　　　│　　　　  │　　│
5
　　
6
　 │
8
　  │
10
　　　　
34

　　　　│　　　 　 ├南部宗實└
南部政長
（
日语
：
）
─
南部信政
（
日语
：
）
┴
南部政光
（
日语
：
）
└南部光經………南部行義（男爵）
　　　　│　　　 　 │　　  　　　
10

　　　　│　　　 　 └
南部義元
（
日语
：
）
┬
南部義行
（
日语
：
）
┬
南部茂時
（
日语
：
）

　　　　│　　　　　 　 　│
7
　 │
11
　 
12
　　
13
　　　　
41

　　　　│　　　　 　　 　├南部祐行├
南部信長
（
日语
：
）
―
南部政行
（
日语
：
）
―
南部守行
（
日语
：
）
………
南部利恭
（
日语
：
）
（伯爵）
        │         　     │    └
南部為重
（
日语
：
）

　　　　│　　　　 　　 　│
6
　　
8

　　　　│　　　　　  　　└南部宗行┬南部政連
　　　　│　　　　　　　 　　　 │
9

　　　　│　　　　　 　　　　　 └南部祐政
　　　　│
1
　　
2
　　　
3

　　　　└
南部實長
（
日语
：
）
―
南部實繼
（
日语
：
）
―
南部長繼
（
日语
：
）
```